# Sławomir Dąbrowski (żużlowiec)
Sławomir Dąbrowski (ur. 26 lutego 1987 w Gorzowie Wielkopolskim) – polski żużlowiec.
Syn Benedykta Dąbrowskiego, również żużlowca.
Wychowanek Stali Gorzów Wielkopolski. Zadebiutował w rozgrywkach ligowych 27 kwietnia 2003 roku w meczu w Gorzowie Wielkopolskim przeciwko RKM-owi Rybnik. Reprezentował gorzowski klub w latach 2003–2004 i 2006. Sezony 2005 i 2007–2008 spędził na wypożyczeniu, odpowiednio w Wybrzeżu Gdańsk i Kolejarzu Opole. W sezonie 2007 w barwach Stali wraz z Pawłem Hlibem, Adrianem Szewczykowskim, Kamilem Brzozowskim i Pawłem Zmarzlikiem zdobył srebrny medal Młodzieżowych Drużynowych Mistrzostw Polski.
Finalista Indywidualnych Mistrzostw Europy Juniorów w 2006 roku (14 m.), Brązowego Kasku w 2003 (14 m.), 2004 (13 m.), 2005 (5 m.) i 2006 roku (15 m.) oraz Młodzieżowych Mistrzostw Polski Par Klubowych w 2005 roku (5 m.).